# Национальный округ
Национальный округ — в СССР вид административно-территориальных единиц, существовавший с 1921 по 1977 год. Национальные округа образовывались на территориях с преобладанием нерусского населения. Существовало две группы национальных округов:
1. Национальные округа для народов Кавказа, проживавших на территории Горской АССР (Чеченский, Ингушский, Осетинский, Кабардинский, Балкарский и Карачаевский). Эти округа существовали с 1921 по 1922 год.
2. Национальные округа преимущественно для малочисленных народов Сибири и Севера. 10 декабря 1930 года постановлением ВЦИК «Об организации национальных объединений в районах расселения малых народностей Севера» были созданы Ханты-Мансийский (сначала назывался Остяко-Вогульский), Ямало-Ненецкий, Таймырский (Долгано-Ненецкий), Эвенкийский, Витимо-Олёкминский (Эвенкийский), Чукотский, Корякский и Охотский (Эвенский) национальные округа.

В 1977 году все национальные округа были переименованы в автономные округа.

## Список
- Агинский Бурятский (до 1958 года — Агинский Бурят-Монгольский) (1937—1977)
- Аргаяшский (1934)
- Витимо-Олёкминский (1931—1938)
- Карельский (1937—1939)
- Коми-Пермяцкий (1925—1977)
- Корякский (1930—1977)
- Ненецкий (1929—1977)
- Охотско-Эвенский (1930—1934)
- Таймырский (Долгано-Ненецкий) (1930—1977)
- Усть-Ордынский Бурятский (до 1958 года — Усть-Ордынский Бурят-Монгольский) (1937—1977)
- Ханты-Мансийский (до 1940 — года Остяко-Вогульский) (1930—1977)
- Черкесский (1926—1928)
- Чукотский (1930—1977)
- Эвенкийский (1930—1977)
- Ямало-Ненецкий (1930—1977)